# Kaiserpfalz (Saxónia-Anhalt)
Kaiserpfalz é um município da Alemanha, situado no distrito de Burgenlandkreis, no estado de Saxônia-Anhalt. Tem 41,09 km² de área, e sua população em 2019 foi estimada em 1.533 habitantes.